# Kanton Crèvecœur-le-Grand
Kanton Crèvecœur-le-Grand (fr. Canton de Crèvecœur-le-Grand) byl francouzský kanton v departementu Oise v regionu Pikardie. Skládal se z 20 obcí. Zrušen byl po reformě kantonů 2014.

## Obce kantonu
- Auchy-la-Montagne
- Blancfossé
- Catheux
- Choqueuse-les-Bénards
- Conteville
- Cormeilles
- Crèvecœur-le-Grand
- Le Crocq
- Croissy-sur-Celle
- Doméliers
- Fontaine-Bonneleau
- Francastel
- Le Gallet
- Lachaussée-du-Bois-d'Écu
- Luchy
- Maulers
- Muidorge
- Rotangy
- Le Saulchoy
- Viefvillers